# Ottawa-Charta zur Gesundheitsförderung
Die Ottawa-Charta zur Gesundheitsförderung (im englischen Original: Ottawa Charter for Health Promotion) ist ein Dokument, das am 21. November 1986 im kanadischen Ottawa zum Abschluss der Ersten Internationalen Konferenz zur Gesundheitsförderung von der Weltgesundheitsorganisation (WHO) veröffentlicht wurde. Es gilt als eines der Folgedokumente der Erklärung von Alma-Ata (1978) über Basisgesundheitsversorgung im Rahmen der „Gesundheit für alle“-Strategie der WHO. Auf der Zweiten Internationalen Konferenz zur Gesundheitsförderung im Jahr 1988 in Adelaide wurde das Konzept der Gesundheit in allen Politikbereichen weiterentwickelt.
Die Charta bietet ein inhaltliches und methodisches Integrationsmodell an, um unterschiedliche Strategien der Gesundheitsaufklärung, Gesundheitserziehung, Gesundheitsbildung, Gesundheitsberatung, Gesundheitsselbsthilfe sowie der Präventivmedizin anzuwenden und fortzuentwickeln. Ihr  gesundheitspolitisches Leitbild wird auch als Umorientierung von der Heilung und Verhütung von Krankheiten zur Förderung von Gesundheit beschrieben. Dies erfordert neue Handlungsprioritäten, insbesondere eine starke Orientierung auf die politische Gestaltung der gesundheitsrelevanten Faktoren und Umweltbedingungen.
Die Ottawa-Charta beschreibt die im Folgenden dargestellten drei grundsätzlichen Handlungsstrategien und fünf vorrangigen Handlungsfelder.

## Handlungsstrategien
- Interessen vertreten (advocate): Eintreten für Gesundheit und das Schaffen gleicher Voraussetzungen durch Beeinflussung politischer, biologischer und sozialer Faktoren
- Befähigen und Ermöglichen (enable): Kompetenzförderung mit dem Ziel, Unterschiede des Gesundheitszustands zu verringern und größtmögliches Gesundheitspotential zu verwirklichen
- Vermitteln und Vernetzen (mediate): Kooperation mit allen Akteuren innerhalb und außerhalb des Gesundheitswesens; Vermittlung der verschiedenen Interessen der Gesellschaft

## Handlungsfelder
- Entwicklung einer gesundheitsfördernden Gesamtpolitik: Berücksichtigung aller fördernden und hindernden Faktoren in der Politik und Verwaltung.
- Gesundheitsfördernde Lebenswelten schaffen: Unterstützende Umweltbedingungen schaffen, um so Ressourcen für Gesundheit zu fördern.
- Gesundheitsbezogene Gemeinschaftsaktionen: Stärkung lokaler Aktivitäten, Stärkung von Bürgern und Patienten, um so die Selbsthilfe zu fördern.
- Persönliche Kompetenzen entwickeln: Grundlegend ist die Gesundheitserziehung, jedoch mit dem Zusatz, die persönlichen und sozialen Fähigkeiten mehr zu beachten.
- Gesundheitsdienste neu orientieren: Von den Gesundheitsdiensten wird erwartet, sich mehr an den individuellen Bedürfnissen von Menschen zu orientieren und sie ganzheitlich als Persönlichkeiten wahrzunehmen.